# اقتصاد بازار اجتماعی
اقتصاد بازار اجتماعی (به انگلیسی:social market economy با سرواژه: SOME؛ به آلمانی: soziale Marktwirtschaft)، سرمایه‌داری راین (به انگلیسی:Rhine capitalism)، سرمایه‌داری راین-آلپی (به انگلیسی:Rhine-Alpine capitalism)، مدل راینیش (به انگلیسی:Rhenish model)، یا سرمایه‌داری اجتماعی (به انگلیسی:social capitalism) یک مدل اجتماعی-اقتصادی است که نظام اقتصادی سرمایه‌داری بازار آزاد را در کنار سیاست‌های اجتماعی و مقررات کافی برای برقراری رقابت عادلانه در بازار و یک دولت رفاه را باهم ترکیب می‌کند. این مدل گاهی به عنوان اقتصاد بازار تنظیم و قانونمندشده (به انگلیسی:regulated market economy) طبقه‌بندی می‌شود.
اقتصاد بازار اجتماعی در ابتدا در آلمان غربی و توسط اتحادیه دموکرات مسیحی آلمان و در زمان صدراعظمی کنراد آدناور در سال ۱۹۴۹ ترویج و اجرا شد.  امروزه این اصطلاح توسط اردولیبرال‌ها، سوسیال لیبرال‌ها و سوسیال دموکرات‌ها استفاده می‌شود. آنها عموماً مالکیت دولتی کامل ابزارهای تولید را رد می‌کنند اما از توزیع برابر تمام کالاها و خدمات در یک بخش بازار حمایت خواهند کرد. خاستگاه سرمایه‌داری اجتماعی را می‌توان در مکتب فکری اقتصادی فرایبورگ و دوره دوره میان‌دوجنگ جستجو کرد.
اقتصاد بازار اجتماعی به گونه‌ای طراحی شده بود که راه میانی بین اشکال لسه‌فر سرمایه‌داری و اقتصاد سوسیالیستی باشد.  این مدل به شدت از اردولیبرالیسم الهام گرفته شد، و تحت تأثیر ایدئولوژی سیاسی دموکراسی مسیحی است. 
بازار اجتماعی از تلاش برای برنامه‌ریزی و هدایت تولید، نیروی کار یا فروش خودداری می‌کند، اما از تلاش‌های برنامه‌ریزی شده برای تأثیرگذاری بر اقتصاد از طریق ابزار ارگانیک یک سیاست اقتصادی جامع همراه با سازگاری انعطاف‌پذیر با مطالعات بازار حمایت می‌کند. این نوع سیاست اقتصادی با تلفیق سیاست‌های پولی، اعتباری، تجاری، مالیاتی، گمرکی، سرمایه‌گذاری و اجتماعی و نیز سایر اقدامات، به دنبال ایجاد اقتصادی است که در خدمت رفاه و نیازهای کل مردم باشد و بدین وسیله هدف نهایی خود را محقق می‌سازد.
بخش اجتماعی این مدل اغلب به اشتباه توسط منتقدان راست‌گرا با سوسیالیسم اشتباه گرفته می‌شود. اگرچه این مدل از جنبه‌هایی از سوسیالیسم دموکراتیک و سوسیال دموکراسی الهام گرفته شده‌است اما رویکرد بازار اجتماعی ایده‌های کمونیستی جایگزینی مالکیت و بازارهای خصوصی با مالکیت اجتماعی و برنامه‌ریزی اقتصادی را رد می‌کند. عنصر اجتماعی این مدل در عوض به حمایت از ارائه برابری فرصت و حمایت از کسانی اشاره دارد که به دلیل کهولت، ناتوانی و/یا بیکاری قادر به ورود به بازار نیروی کار نیستند.
برخی از نویسندگان اصطلاح سرمایه‌داری اجتماعی را تقریباً با همان معنای اقتصاد بازار اجتماعی به کار می‌برند. آن را «سرمایه داری راین» نیز می‌نامند، و معمولاً آن را با مدل آنگلوساکسون سرمایه‌داری مقایسه می‌کنند. برخی از نویسندگان به جای آن که آن را به عنوان یک برابر نهاد ببینند، سرمایه‌داری راین را به عنوان ترکیبی موفق از مدل انگلیسی-آمریکایی با سوسیال دموکراسی توصیف می‌کنند. مدل آلمانی همچنین با سایر مدل‌های اقتصادی مقایسه و متضاد می‌شود، و برخی از آنها نیز به عنوان راه‌های میانی یا اشکال منطقه‌ای سرمایه‌داری توصیف می‌شوند، از جمله راه سوم تونی بلر ومدل نوردیک و اقتصاد بازار سوسیالیستی معاصر چین. یک کتاب درسی سیاست تطبیقی در سال ۲۰۱۲ بین «دولت رفاه محافظه کار - ابرشرکت‌محور " (برخاسته از اقتصاد بازار اجتماعی آلمان) و «دولت رفاه سوسیال دموکراتیک به رهبری کارگر» تمایز قائل شده‌است. امروزه مفهوم این مدل به ایده اقتصاد بازار بوم‌اجتماع‌محور بسط داده شده‌است، زیرا نه تنها مسئولیت اجتماعی بشریت را در نظر می‌گیرد، بلکه استفاده پایدار و حفاظت از منابع طبیعی را نیز در نظر دارد. کشورهای دارای اقتصاد بازار اجتماعی عبارتند از: اتریش، جمهوری چک، آلمان، لهستان و بریتانیا.

## باورهای غلط
اگرچه یکی از عوامل اصلی پیدایش مدل اروپایی سرمایه‌داری، تلاش برای بهبود شرایط کارگران تحت سرمایه‌داری و در نتیجه جلوگیری از ظهور سوسیالیسم یا انقلاب سوسیالیستی بود، منتقدان آمریکایی و شکاکان اروپایی مدل بازار اجتماعی را با مفاهیم دولت رفاه و گاهی به اشتباه آن را سوسیالیستی معرفی می‌کنند.

### In German
- Abelshauser, Werner (2004). Deutsche Wirtschaftsgeschichte: seit 1945. C. H. Beck. ISBN 978-3-406-51094-6.